# 冀氏郡
冀氏郡，中国南北朝时设置的郡。
北魏建义元年（528年），析平阳郡置，治所在冀氏县（即今山西省安泽县南冀氏镇）。辖境相当今安泽县。北齐时省。领冀氏、合阳二县。 